# Cmentarz mariawicki w Lesznie
Cmentarz mariawicki w Lesznie – założony na początku XX wieku, cmentarz Kościoła Starokatolickiego Mariawitów położony przy ulicy Górnej, na terenie parafii Kościoła Starokatolickiego Mariawitów w Lesznie.
W 1906 pozostający w konflikcie z miejscowym proboszczem, wikariusz parafii rzymskokatolickiej Narodzenia św. Jana Chrzciciela ks. Adam Furmanik postanowił wraz z kilkoma tysiącami wiernych przejść do Kościoła mariawickiego, w ten sposób narodziła się potrzeba założenia nowego cmentarza wyznaniowego. Niewielki cmentarz mariawicki umiejscowiono na Grądach tuż za Lesznem na zachód, obecnie jest to część tego miasta. Cmentarz ogrodzony jest stalową siatką i kutą bramą wjazdową od ul. Górnej.
Na cmentarzu szczególną uwagę zwracają:
- nagrobek kapł. Adama Marii Bazylego Furmanika (1870–1957) – założyciela miejscowej parafii mariawickiej i w latach 1906–1957 jej proboszcza (pochowany wraz z s. Konstancją Marią Anną Furmanik);
- nagrobek kapł. Pawła Marii Wacława Urbasa – proboszcza miejscowej parafii mariawickiej w latach 1957–1964;
- zbiorowa mogiła sióstr mariawitek.